# The Times of Israel
The Times of Israel je izraelský internetový zpravodajský portál publikovaný v angličtině.
Spuštěn byl 14. února 2012 a jeho zakladatelem a šéfredaktorem je David Horovitz, bývalý editor deníku The Jerusalem Post. Horovitz odešel z The Jerusalem Post v létě roku 2011. Zpravodajský portál kapitálově zaštítil Seth Klarman z USA. Redakce sídlí v Jeruzalému. Portál se profiluje na zpravodajství z Izraele, Blízkého východu a židovského světa.